# Naabgebirge
Das Naabgebirge, auch Naabbergland genannt, ist geographisch und geologisch der westlichste Ausläufer des Oberpfälzer Walds. Das Naabgebirge ist ein kristalliner Sporn des Moldanubikums, der vom Oberpfälzer Wald über die Naab hinweg nach Westen ins Oberpfälzische Hügelland hineinragt.

## Naturräumliche Zuordnung und Gliederung
Da von den Einzelblättern 1:200.000 zum Handbuch der naturräumlichen Gliederung Deutschlands lediglich das Blatt 164 Regensburg erschienen ist, nicht jedoch das Blatt 154/155 Bayreuth, existiert nur für den Südteil der Landschaft eine Feingliederung.
Folgende Unterlandschaften sind ausgewiesen:
- (zu 401 Vorderer Oberpfälzer Wald)
  - (zu 401.3 Südwestlicher Niederer Oberpfälzer Wald)
    - 401.39 Naabgebirge
      - 401.391 Östliches Naabgebirge
      - 401.392 Westliches Naabgebirge
      - 401.393 Rottendorfer Bucht

## Geografie
Das Naabgebirge ist der westlichste Teil des Oberpfälzer Waldes und damit auch der westlichste Teil der Böhmischen Masse, zu der neben dem Oberpfälzer Wald auch der Böhmerwald und der Bayerische Wald zählen. Im Osten wird das Naabgebirge durch das Naabtal, im Norden von der Hirschau-Schnaittenbacher Senke und im Süden vom Pennading-Schmidgaden-Stulln-Weidinger Graben begrenzt. Im Westen ist das Naabgebirge durch das das Kristallin überlagernde Deckgebirge begrenzt.

## Geologie
Geologisch gesehen besteht das Naabgebirge aus verschiedenen grobflaserigen und feinlinsigen Biotit-, Cordierit- und Sillimanitgneisen, die von Südwesten nach Nordosten bzw. von Westen nach Osten verlaufenden Granitintrusionen durchbrochen werden. Dabei fällt auf, dass im Norden bis zu einer Linie zwischen Freudenberg und nördlich von Nabburg der feinkörnige Granit vorherrscht, während die Südflanke des Naabgebirges aus mittel- bis grobkörnigem Granit gebildet und das Stullner Gebiet schließlich vom rötlichen Wölsendorfer Granit aufgebaut wird.
Die im Naabgebirge vorkommenden Granite und Gneise haben eine unterschiedliche Entstehungsgeschichte. Während es als sicher gilt, dass die vorkommenden Granite Eruptivgesteine sind, also magmatischen Ursprungs sind, handelt es sich bei den Gneisen um metamorphe Gesteine. Das Ausgangsmaterial von Gneisen können sowohl Eruptivgesteine wie auch Sedimente gewesen sein. Soweit die Gneise des Naabgebirges Paragneise sind, kommen als Ausgangssedimente Sande, Tongesteine, untergeordnet auch kalkige Sedimente wie Mergel, vielleicht auch reine Kalke, darüber hinaus Arkosen in Frage.

## Berge
Die höchsten Berge des Naabgebirges sind – sortiert nach Höhe in Meter (m)
 über Normalnull (NN) sowie mit Gemeinden und Positionslink laut Geo-Koordinaten:
- Rotbühl, 673 m, Schnaittenbach (⊙)
- Buchberg, 667 m, Schnaittenbach (⊙)
- Siegelberg, 658 m, Freudenberg (⊙)
- Blässelberg, 656 m, Freudenberg (⊙)
- Hirmerberg, 652 m, Freudenberg (⊙)
- Friedrichsberg, 631 m, Freudenberg (⊙)
- Kulm, 626 m, Nabburg (⊙)
- Johannisberg, 604 m, Freudenberg (⊙)
- Hinterer Wenzelsberg, 581 m, Hirschau (⊙)
- Blauberg, 572 m, Freudenberg (⊙)
- Eixlberg, 517 m, Pfreimd (⊙)
- Vorderer Wenzelsberg, 480 m, Hirschau (⊙)

## Wichtige Ortschaften
- Freudenberg
- Kemnath am Buchberg
- Weiher
- Pursruck (zu weiten Teilen)